# باشگاه ورزشی فین‌دام
باشگاه ورزشی فین‌دام یک باشگاه فوتبال هلندی است که در فین‌دام، استان خرونینگن واقع شده است. این باشگاه در ۴ سپتامبر ۱۸۹۴ با نام لوک آوت تأسیس شد، در سال ۱۹۰۹ به پی‌جی فین‌دام، در سال ۱۹۱۰ به فین‌دام، در سال ۱۹۷۴ به اس‌سی فین‌دام، در سال ۱۹۹۷ به بی‌وی فین‌دام و دوباره در سال ۲۰۱۱ به اس‌سی فین‌دام تغییر نام داد. این باشگاه در سال ۱۹۱۶ یکی از اعضای موسس لیگ منطقه‌ای ارسته کلاسه بود و در فصل ۱۹۳۱–۳۲ قهرمان این بخش شد. بعد از این قهرمانی، باشگاه به مرحله پلی آف قهرمانی کشور راه یافت اما در رده آخر قرار گرفت. فین‌دام در فصل افتتاحیه دسته سوم در ۱۹۵۶–۵۷ شرکت کرد. پس از جابه‌جا شدن بین دسته‌های سوم و دوم، این تیم برای اولین بار در سال‌های ۱۹۸۵–۸۶ به سطح اول لیگ هلند صعود کرد. این تیم در مجموع دو فصل را در اردیویسه گذراند اما هر دو بار سقوط کرد. فین‌دام سپس در دسته اول شرکت کرد تا اینکه به دلیل مشکلات مالی در سال ۲۰۱۳ منحل شد.
از بازیکنان برجسته این باشگاه میتوان به دیک نانینگا و پیتر هویسترا اشاره کرد.
از مربیان برجسته این باشگاه میتوان به لیو بنهاکر اشاره کرد.